# Piotr Bączek
Piotr Bączek – polski dziennikarz i urzędnik państwowy, w latach 2015–2018 szef Służby Kontrwywiadu Wojskowego (do 2016 jako pełniący obowiązki).

## Życiorys
Należał do 1 Warszawskiej Drużyny Harcerskiej im. Romualda Traugutta „Czarna Jedynka”. Do lipca 2006 pracował jako dziennikarz, m.in. jako szef działu w „Gazecie Polskiej” i redaktor naczelny tygodnika „Głos”. Od 2006 do 2008 należał do Komisji Weryfikacyjnej Wojskowych Służb Informacyjnych z nominacji premiera (co wiązało się później m.in. z rewizją w jego mieszkaniu i przesłuchaniem w związku z wyciekiem aneksu do raportu z likwidacji WSI). W 2006 był jednym ze współtwórców Służby Kontrwywiadu Wojskowego, gdzie kierował Zarządem Studiów i Analiz. Podjął pracę w Biurze Bezpieczeństwa Narodowego, został ekspertem sejmowej komisji śledczej ds. nacisków i doradcą tzw. komisji smoleńskiej. Pełnił też funkcję rzecznika prasowego Antoniego Macierewicza. Działał jako szef Klubu „Gazety Polskiej” w Warce.
19 listopada 2015 powierzono mu obowiązki szefa Służby Kontrwywiadu Wojskowego, objął to stanowisko 19 lutego 2016. 18 grudnia tegoż roku wraz z Bartłomiejem Misiewiczem i asystą Żandarmerii Wojskowej wszedł do budynku Centrum Eksperckiego Kontrwywiadu NATO w Warszawie, co wzbudziło szerokie kontrowersje. Działanie to zostało uznane za bezprawne przez Sąd Okręgowy w Warszawie. Odszedł z funkcji 15 stycznia 2018 wkrótce po złożeniu dymisji, co miało związek z odwołaniem Antoniego Macierewicza z rządu. Objął następnie stanowisko doradcy szefa MON Mariusza Błaszczaka.
Odznaczony m.in. Złotym Krzyżem Zasługi. Autor i współautor publikcji o tematyce służb specjalnych i polityki.